# Liste der Baudenkmale in Schmarsau (Dannenberg)
In der Liste der Baudenkmale in Schmarsau sind die Baudenkmale des niedersächsischen Ortes Schmarsau aufgelistet. Dies ist ein Teil der Liste der Baudenkmale in Dannenberg (Elbe). Der Stand der Liste ist der 31. Oktober 2021.
Die Quelle der IDs und der Beschreibungen ist der Denkmalatlas Niedersachsen.

## Allgemein
In den Spalten befinden sich folgende Informationen:
- Lage: die Adresse des Baudenkmales und die geographischen Koordinaten. Kartenansicht, um Koordinaten zu setzen. In der Kartenansicht sind Baudenkmale ohne Koordinaten mit einem roten Marker dargestellt und können in der Karte gesetzt werden. Baudenkmale ohne Bild sind mit einem blauen Marker gekennzeichnet, Baudenkmale mit Bild mit einem grünen Marker.
- Bezeichnung: Bezeichnung des Baudenkmales
- Beschreibung: die Beschreibung des Baudenkmales. Unter § 3 Abs. 2 NDSchG werden Einzeldenkmale und unter § 3 Abs. 3 NDSchG Gruppen baulicher Anlagen und deren Bestandteile ausgewiesen.
- ID: die Objekt-ID des Baudenkmales
- Bild: ein Bild des Baudenkmales, ggf. zusätzlich mit einem Link zu weiteren Fotos des Baudenkmals im Medienarchiv Wikimedia Commons. Wenn man auf das Kamerasymbol klickt, können Fotos zu Baudenkmalen aus dieser Liste hochgeladen werden:

## Baudenkmale

### Gruppe baulicher Anlagen
| Lage                                            | Bezeichnung                        | Beschreibung | ID       | Bild |
| ----------------------------------------------- | ---------------------------------- | --- | -------- | ---- |
| Schmarsauer Straße 47 53° 5′ 12″ N, 11° 3′ 2″ O | Wassermühle Schmarsau (Baukomplex) | Bausubstanz überwiegend aus dem 19. Jahrhundert, mit Modernisierungen und Erneuerungen. In der Anlage wurde um 1700 eine Papiermühle errichtet; noch 1837 wurde der Besitzer als Papiermüller bezeichnet. Später wieder Korn- und Sägemühle; heute stillgelegt. | 30826289 |      |

### Einzeldenkmale
| Lage                                             | Bezeichnung               | Beschreibung | ID       | Bild |
| ------------------------------------------------ | ------------------------- | --- | -------- | ---- |
| Nr. 1 53° 5′ 12″ N, 11° 3′ 18″ O                 | Wohn-/ Wirtschaftsgebäude | Giebelständig zum Dorfplatz. Vierständerhaus in Fachwerk mit Gefachausfüllungen in Backstein, unter Halbwalmdach in Hohlpfannendeckung. Errichtet 1862 (i) nach einem Dorfbrand. Ehemalige Hofstelle G.                                        | 30835974 |      |
| Nr. 5 53° 5′ 13″ N, 11° 3′ 15″ O                 | Wohn-/ Wirtschaftsgebäude | Giebelständig zum Dorfplatz. Vierständerbau in Fachwerk mit Backsteingefachausfüllungen; unter Halbwalmdach in Hohlpfannendeckung. Errichtet 1862 (i) nach Dorfbrand. Ehemalige Hofstelle D.                                                   | 30835956 |      |
| Schmarsauer Straße 36 53° 5′ 15″ N, 11° 3′ 15″ O | Wohn-/ Wirtschaftsgebäude | Giebelständig zum Dorfplatz. Zweiständerhaus in Fachwerk mit Backsteingefachausfüllungen, unter Halbwalmdach; eine Traufe sowie der Wohngiebel sind in Backsteinmauerwerk ersetzt. Errichtet Ende des 18. Jahrhunderts. Ehemalige Hofstelle A. | 30835938 |      |
| Schmarsauer Straße 47 53° 5′ 13″ N, 11° 3′ 5″ O  | Mühlengebäude             | Zweigeschossiger Fachwerkbau mit Backsteingefachausfüllungen; unter Halbwalmdach. Errichtet Ende des 19. Jahrhunderts als Mühlengebäude des Dorfes Schmarsau am Prisserschen Bach.                                                             | 30835918 | BW   |

### Ehemalige Baudenkmale
| Lage                                           | Bezeichnung | Beschreibung | ID | Bild |
| ---------------------------------------------- | ----------- | --- | -- | ---- |
| Schmarsauer Straße 51 53° 5′ 8″ N, 11° 3′ 5″ O | Hofanlage   | Nach Großbrand 1861/62 aus dem Dorf ausgesiedelter Hof von 1903. Zeitbedingt nicht als Hallenhaus, sondern als Querdielenhaus errichtet (heute teilweise in Verfall). |    |      |
| Uelzener Straße 79 53° 5′ 8″ N, 11° 3′ 12″ O   | Hofanlage   | Nach Großbrand 1861/62 aus dem Dorf ausgesiedelter großer Hof in Einzellage; traditionelles Vierständer-Hallenhaus.                                                   |    |      |